# Burg Alsenborn
Die Reste der Burg Alsenborn, im Volksmund auch Dieburg genannt, befinden sich östlich des alten Ortskernes von Alsenborn im Landkreis Kaiserslautern in Rheinland-Pfalz.

## Lage
Der Hügel der Niederungsburg befindet sich auf einem Wiesengelände auf rund 288 Meter über Normalnull. Die Burg gehört somit zum Typus einer Motte (Turmhügelburg). Der Hügel liegt auf dem Gelände des Alsenborner Schwimmbades. Man kann die Burg begehen und den danebenliegenden Spielplatz nutzen.

## Geschichte
Gesicherte Erkenntnisse zur Burg Alsenborn liegen nicht vor. Im Jahre 1148 und nochmals 1172 werden die Ministerialen Heinrich und Hunfried von Alsenzeburne bzw. Alsencebrunn genannt. Letztmals ist im Jahre ein Gudelmanni de Alzenzburne bekannt.

## Anlage
Von der Burg Alsenborn ist im Gelände kaum mehr zu sehen als eine Rekonstruktion aus neuester Zeit, die bis auf die Umrisse nur wenig mit der ursprünglichen salisch-staufischen Anlage zu tun hat (bei der Anlage des Schwimmbades wurde der Hügel einplaniert und lange Zeit erinnerte nur ein Gedenkstein an die Burgstelle).
Grabungen 1935 und zuletzt 1965/66 ergaben das Bild einer salierzeitlichen, ursprünglich in Holzbauweise errichteten Turmhügelburg mit einem ca. 50 m breiten und 3 m hohen Hügel mit kreisförmiger Geländevertiefung im östlichen Bereich, die in staufischer Epoche durch einen Turm mit ca. 9,50 m × 9,50 m Grundfläche und ca. 2,50 m Wandstärke in Buckelquaderbauweise und einer abgerundet polygonalen Ringmauer mit ca. 30 m Durchmesser und 1,50 m Stärke ausgebaut wurde. 
Im westlichen Teil befand sich ein Vorwerk von ca. 20 m Länge und 5 m Breite mit 2 erkennbaren Räumen. Um die Burg lag ein 12 m breiter wassergefüllter Graben, der im Gelände noch im nördlichen und östlichen Bereich erkennbar ist. Im südöstlichen Bereich ist eine Vorburg vermutet die von einem 3 m breiten Graben (im Gelände noch nachweisbar) umgeben war. Über Art und Aussehen dieser Vorburg lässt aufgrund von Überbauungen und Geländearbeiten nichts mehr sagen.